# Euphorbia decepta
Euphorbia decepta ist eine Pflanzenart aus der Gattung Wolfsmilch (Euphorbia) in der Familie der Wolfsmilchgewächse (Euphorbiaceae).

## Beschreibung
Die sukkulente Euphorbia decepta wächst als sehr kleiner Strauch aus einer dicken Wurzel, die in den Pflanzenkörper übergeht. Der zum Teil unterirdisch wachsenden Körper wird bis 8 Zentimeter breit und 10 Zentimeter lang. Auf der Oberfläche ist er mit einem Muster aus etwa 12 Millimeter großen Bereichen versehen. Die ausgebreitet stehenden Zweige sind mit 5 Millimeter großen Warzen gemustert. Die jüngsten Zweige sind um den zentralen Vegetationspunkt herum angeordnet, werden bis 3,7 Zentimeter lang und erreichen einen Durchmesser von 8 Millimeter.
Die einzelnen Cyathien erscheinen an den Triebspitzen, erreichen einen Durchmesser von 7 Millimeter und stehen an 4 bis 15 Millimeter langen Stielen. An diesen Stielen werden wenige kleine Tragblätter ausgebildet, die sich später verhärten und ausdauernd sind. Die einzeln stehenden Nektardrüsen sind dunkelgrün gefärbt und besitzen an den Rändern drei bis sechs kleine Zähne. Die stumpf gelappte Frucht ist in der Regel purpurn angefärbt und sitzend. Der Samen ist unbekannt.

## Verbreitung und Systematik
Euphorbia decepta ist in der südafrikanische Provinz Ostkap und dort im Willowmore-District verbreitet.
Die Erstbeschreibung der Art erfolgte 1915 durch Nicholas Edward Brown.
Es werden folgende Unterarten unterschieden:
- Euphorbia decepta subsp. decepta
- Euphorbia decepta subsp. gamkaensis (Marx) Bruyns